# Letland op de Olympische Winterspelen 2018
Letland was een van de deelnemende landen aan de Olympische Winterspelen 2018 in Pyeongchang, Zuid-Korea.

## Medailleoverzicht
| Sport     | Olympiër                       | Onderdeel       | Medaille |
| --------- | ------------------------------ | --------------- | -------- |
| Bobsleeën | Oskars Melbārdis Jānis Strenga | tweemansbob (m) | Brons    |

## Deelnemers en resultaten
(m) = mannen, (v) = vrouwen 

### Alpineskiën
| Olympiër (deelname)    | Onderdeel        | Resultaat | Prestatie                                                            |
| ---------------------- | ---------------- | --------- | -------------------------------------------------------------------- |
| Kristaps Zvejnieks (3) | combinatie (m)   | 26e       | afdaling: 1.23,02 (51e) slalom: 48,74 (14e) totaal: 2.11,76 (+5,24)  |
| Kristaps Zvejnieks (3) | reuzenslalom (m) | 35e       | 1e run: 1.13,81 (41e) 2e run: 1.14,46 (38e) totaal: 2.28,27 (+10,23) |
|                        |                  |           |                                                                      |
| Lelde Gasūna (2)       | reuzenslalom (v) | 43e       | 1e run: 1.18,65 (47e) 2e run: 1.15,30 (42e) totaal: 2.33,95 (+13,93) |
| Lelde Gasūna (2)       | slalom (v)       | 37e       | 1e run: 54,50 (39e) 2e run: 54,81 (37e) totaal: 1.49,31 (+10,68)     |

### Biatlon
| Olympiër (deelname)      | Onderdeel         | Resultaat | Prestatie                                 |
| ------------------------ | ----------------- | --------- | ----------------------------------------- |
| Oskars Muižnieks         | individueel (m)   | 42e       | 52.06,0 (+4.02,2) pen.: 3 (0 + 2 + 0 + 1) |
| Oskars Muižnieks         | sprint (m)        | 66e       | 25.56,3 (+2.17,5) pen.: 2 (1 + 1)         |
| Andrejs Rastorgujevs (3) | individueel (m)   | 59e       | 53.41,8 (+5.38,0) pen.: 6 (1 + 1 + 3 + 1) |
| Andrejs Rastorgujevs (3) | sprint (m)        | 24e       | 24.34,4 (+55,6) pen.: 3 (1 + 2)           |
| Andrejs Rastorgujevs (3) | achtervolging (m) | 12e       | 34.29,3 (+1.37,6) pen.: 4 (1 + 0 + 1 + 2) |
| Andrejs Rastorgujevs (3) | massastart (m)    | 28e       | 38.47,4 (+3.00,1) pen.: 3 (0 + 1 + 0 + 2) |
|                          |                   |           |                                           |
| Baiba Bendika            | individueel (v)   | 39e       | 45.32,8 (+4.25,6) pen.: 4 (0 + 1 + 1 + 2) |
| Baiba Bendika            | sprint (v)        | 39e       | 23.14,6 (+2.08,4) pen.: 4 (3 + 1)         |
| Baiba Bendika            | achtervolging (v) | 33e       | 33.59,4 (+3.24,1) pen.: 3 (1 + 0 + 2 + 0) |

### Bobsleeën
| Olympiër (deelname)                                                      | Onderdeel       | Resultaat | Prestatie                               |
| ------------------------------------------------------------------------ | --------------- | --------- | --------------------------------------- |
| Oskars Ķibermanis (2) Matīss Miknis                                      | tweemansbob (m) | 9e        | 3.17,80 (49,21 / 49,57 / 49,32 / 49,70) |
| Oskars Melbārdis (2) Jānis Strenga (2)                                   | tweemansbob (m) | Brons     | 3.16,91 (49,08 / 49,54 / 49,08 / 49,21) |
| Oskars Ķibermanis Jānis Jansons Helvijs Lūsis (2) Matīss Miknis          | viermansbob (m) | 10e       | 3.17,41 (49,18 / 49,26 / 49,34 / 49,63) |
| Oskars Melbārdis Daumants Dreiškens (4) Arvis Vilkaste (2) Jānis Strenga | viermansbob (m) | 5e        | 3.16,65 (48,82 / 49,39 / 48,91 / 49,53) |

### Kunstrijden
| Olympiër         | Onderdeel | Resultaat | Prestatie                                    |
| ---------------- | --------- | --------- | -------------------------------------------- |
| Deniss Vasiļjevs | mannen    | 19e       | 234.58 (korte kür: 79.52, vrije kür: 155.06) |
| Diāna Ņikitina   | vrouwen   | 26e       | 51.12 (korte kür: 51.12)                     |

### Langlaufen
| Olympiër         | Onderdeel             | Resultaat | Prestatie                      |
| ---------------- | --------------------- | --------- | ------------------------------ |
| Indulis Bikše    | sprint (m)            | 63e       | kwalificatie: 3.30,53 (+21,99) |
| Indulis Bikše    | 15 km vrije stijl (m) | 65e       | 37.44,7 (+4.00,8)              |
| Indulis Bikše    | 50 km klassiek (m)    | 57e       | 2:31.07,5 (+22.45,7)           |
|                  |                       |           |                                |
| Patrīcija Eiduka | sprint (v)            | 62e       | kwalificatie: 3.49,70 (+40,96) |
| Patrīcija Eiduka | 10 km vrije stijl (v) | 44e       | 28.13,6 (+3.13,1)              |
| Inga Paškovska   | 10 km vrije stijl (v) | 80e       | 31.34,9 (+6.34,4)              |

### Rodelen
| Olympiër (deelname)                                   | Onderdeel          | Resultaat | Prestatie |
| ----------------------------------------------------- | ------------------ | --------- | --- |
| Kristers Aparjods                                     | mannen             | 11e       | run 1: 47,882 (+0,170) (6e) run 2: 47,834 (+0,209) (6e) run 3: 47,858 (+0,324) (13e) run 4: 47,942 (+0,467) (17e) totaal: 3.11,456 (+0,754)   |
| Artūrs Dārznieks                                      | mannen             | 24e       | run 1: 48,305 (22e) run 2: 48,671 (29e) run 3: 48,602 (28e) run 4: niet gekwalificeerd                                                        |
| Inārs Kivlenieks (3)                                  | mannen             | 20e       | run 1: 48,274 (+0,622) (21e) run 2: 48,370 (+0,745) (22e) run 3: 48,066 (+0,532) (20e) run 4: 48,112 (+0,637) (20e) totaal: 3.12,822 (+2,120) |
|                                                       |                    |           | |
| Kendija Apajode                                       | vrouwen            | 22e       | run 1: 48,103 (27e) run 2: 46,927 (21e) run 3: 47,296 (21) run 4: niet gekwalificeerd                                                         |
| Elīza Cauce-Tīruma (2)                                | vrouwen            | 16e       | run 1: 47,458 (25e) run 2: 46,477 (10e) run 3: 46,624 (10e) run 4: 47,092 (16e) totaal: 3.07,651                                              |
| Ulla Zirne (2)                                        | vrouwen            | 12e       | run 1: 46,471 (9e) run 2: 46,409 (7e) run 3: 47,327 (22e) run 4: 46,895 (14e) totaal: 3.07,102                                                |
|                                                       |                    |           | |
| Oskars Gudramovičs (2) Pēteris Kalniņš (2)            | dubbels            | 14e       | run 1: 46,890 (+1,070) (17e) run 2: 46,317 (+0,440) (9e) totaal: 1.33,207 (+1,510)                                                            |
| Andris Šics (4) Juris Šics (4)                        | dubbels            | 6e        | run 1: 46,336 (+0,516) (9e) run 2: 46,106 (+0,229) (4e) totaal: 1.32,442 (+0,745)                                                             |
|                                                       |                    |           | |
| Ulla Zirne Kristers Aparjods Andris Šics / Juris Šics | gemengde estafette | 6e        | 47,369 (8e) 48,891 (7e) 49,055 (3e) totaal: 2.25,315                                                                                          |

### Schaatsen
| Olympiër (deelname) | Onderdeel      | Resultaat    | Prestatie                 |
| ------------------- | -------------- | ------------ | ------------------------- |
| Haralds Silovs (4)  | 1000 meter (m) | 15e          | 1.09,50 (+1,55)           |
| Haralds Silovs (4)  | 1500 meter (m) | 4e           | 1.45,25 (+1,24)           |
| Haralds Silovs (4)  | massastart (m) | halve finale | HF-1: 3 pnt; 9e (8.28,93) |

### Shorttrack
| Olympiër (deelname) | Onderdeel      | Resultaat | Prestatie                                                                    |
| ------------------- | -------------- | --------- | ---------------------------------------------------------------------------- |
| Roberto Puķītis (2) | 1000 meter (m) | KF        | serie 8: 2e (1.31,635) KF-4: 3e (1.24,022)                                   |
| Roberto Puķītis (2) | 1500 meter m)  | 11e       | serie 5: 2e (2.18,825) halve finale 1: 4e (2.11,165) B-finale: 4e (2.26,525) |
| Roberts Zvejnieks   | 500 meter (m)  | KF        | serie 2: 2e (40,563) KF-2: 3e (40,904)                                       |
| Roberts Zvejnieks   | 1000 meter (m) | KF        | serie 4: 3e, ADV (1.26,408) KF-4: 4e (1.24,306)                              |

### Skeleton
| Olympiër (deelname)  | Onderdeel | Resultaat | Prestatie                               |
| -------------------- | --------- | --------- | --------------------------------------- |
| Martins Dukurs (3)   | mannen    | 4e        | 3.22,31 (50,85 / 50,38 / 50,32 / 50,76) |
| Tomass Dukurs (3)    | mannen    | 5e        | 3.22,74 (50,88 / 50,58 / 50,65 / 50,63) |
|                      |           |           |                                         |
| Lelde Priedulēna (2) | vrouwen   | 7e        | 3.28,49 (52,14 / 52,17 / 52,09 / 52,09) |